# Герои Российской Федерации — У

В настоящем списке представлены в алфавитном порядке Герои Российской Федерации, чьи фамилии начинаются с буквы «У». Список содержит информацию о роде войск (службе, деятельности) Героев на время присвоения звания, дате рождения, месте рождения, дате смерти и месте смерти Героев.
 Серым цветом в таблице выделены Герои, награждённые посмертно. 
| №  | Фото | Фамилия Имя Отчество           | Род войск, служба    | Годы жизни                       | Место рождения                                           | Место гибели (смерти)                          |       |
| -- | ---- | ------------------------------ | -------------------- | -------------------------------- | -------------------------------------------------------- | ---------------------------------------------- | ----- |
| 1  |      | Угрюмов, Герман Алексеевич     | ФСБ                  | 10 октября 1948 — 31 мая 2001    | Астрахань, Астраханская область, РСФСР                   | Грозный, Чечня                                 |       |
| 2  |      | Уженцев, Сергей Викторович     | спецназ ГРУ          | род. 19 февраля 1976             | Тюмень, Тюменская область, РСФСР                         |                                                |       |
| 3  |      | Узденов, Дугербий Танаевич     | Партизан             | 20 сентября 1917 — 7 июня 2005   | с. Ташкепюр, Карачаевская АО, Ставропольская губерния    | Карачаевск, Республика Карачаево-Черкесия      | [ 1 ] |
| 4  |      | Узуев, Магомед Яхъяевич        | Пехота и мотострелки | 1917 — 2 июля 1941               | с. Итум-Кали, Терская область, Ставропольская губерния   | Брестская крепость, Брест, Белорусская ССР     | [ 2 ] |
| 5  |      | Ульянов, Владимир Алексеевич   | ФСБ                  | 2 февраля 1965 — 8 сентября 2003 | Москва, РСФСР                                            | Ялхой-Мохк, Чечня                              |       |
| 6  |      | Умаев, Залибек Касумович       | Инженерные войска    | род. 25 мая 1980                 | с. Уллубийаул, Ленинский район, Дагестанская АССР, РСФСР |                                                |       |
| 7  |      | Умаров, Мовлди Абдул-Вахабович | Пехота и мотострелки | 29 января 1921 — 11 февраля 1943 | Новые Атаги, Горская АССР, РСФСР                         | с. Скучарево, Смоленская область, РСФСР        | [ 3 ] |
| 8  |      | Уразаев, Игорь Кабирович       | Десантные войска     | род. 28 февраля 1960             | пгт. Печенга, Мурманская область, РСФСР                  |                                                |       |
| 9  |      | Усамов, Нурдин Данилбекович    |                      | род. 30 января 1947              | с. Кокгал, Алматинская область, Казахская ССР            |                                                | [ 4 ] |
| 10 |      | Усачёв, Владимир Иванович      | МВД                  | 14 февраля 1963 — 7 января 2000  | пос. Волгоградский, Кустанайская область, Казахская ССР  | Грозный, Чечня                                 |       |
| 11 |      | Усачёв, Юрий Владимирович      | Космонавт            | род. 9 октября 1957              | Донецк, Ростовская область, РСФСР                        |                                                | [ 5 ] |
| 12 |      | Усмаев, Вахит Абубакарович     | МВД                  | род. 20 ноября 1964              | с. Центарой, Чечено-Ингушская АССР, РСФСР                |                                                |       |
| 13 |      | Устинов, Владимир Васильевич   | Прокуратура          | род. 25 февраля 1953             | Николаевск-на-Амуре , Хабаровский край, РСФСР            |                                                |       |
| 14 |      | Уткин, Дмитрий Валерьевич      |                      | 11 июня 1970 — 23 августа 2023   | Асбест, Свердловская область, РСФСР                      | Куженкино, Бологовский район, Тверская область |       |
| 15 |      | Ухватов, Алексей Юрьевич       | Пехота и мотострелки | род. 21 апреля 1979              | Омск, Омская область, РСФСР                              |                                                | [ 6 ] |
| 16 |      | Ушаков, Антон Борисович        | спецназ ГРУ          | 16 мая 1972 — 21 марта 1995      | Глазов, Удмуртская АССР, РСФСР                           | Аргун, Чечня                                   |       |